# Honeymoon Bridge
Honeymoon Bridge även Upper Steel Arch Bridge var en bågbro över Niagarafloden 200 meter nedströms de amerikanska  Niagarafallen. Bron förband tvillingstäderna Niagara Falls i USA och Niagara Falls i Kanada. Den ersatte en tidigare hängbro. 
När Honeymoon Bridge invigdes år 1898 var den världens längsta i sitt slag. Körbanan hade dubbla spårvagnsspår och utrymme för hästvagnar och gångtrafik i mitten. År 1901 avbildades bron på ett amerikanskt 5 cents frimärke.

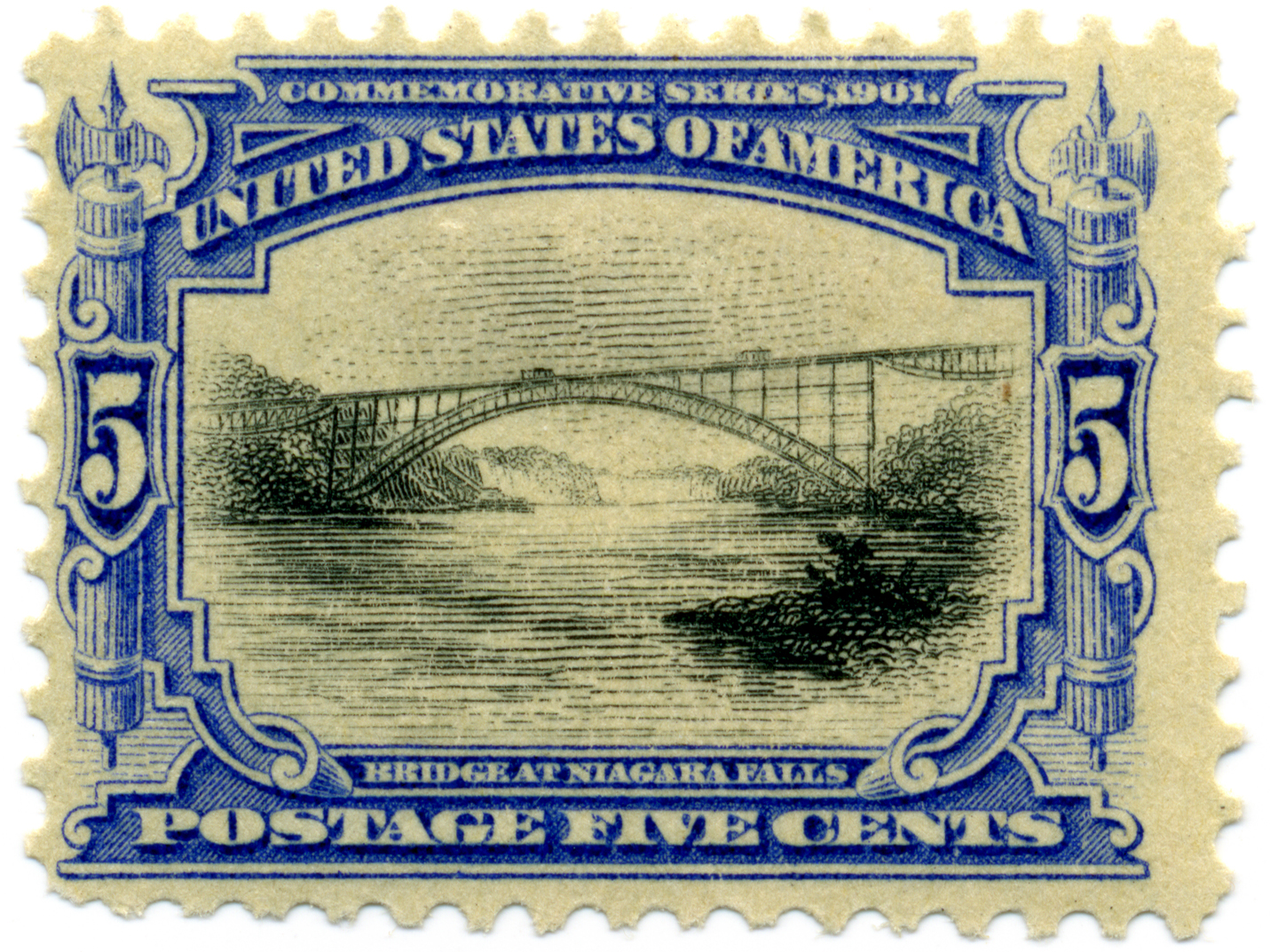
Honeymoon Bridge avbildat på ett frimärke

Honeymoon Bridge svajade vid kraftiga vindar och hög belastning och ansågs av många vara instabil. Brofästena var bara någon meter över vattnet så de måste skyddas av en barriär.
Honeymoon Bridge kollapsade den 27  januari 1938 som följd av en upphopning av upp till 30 meter skruvis i floden.

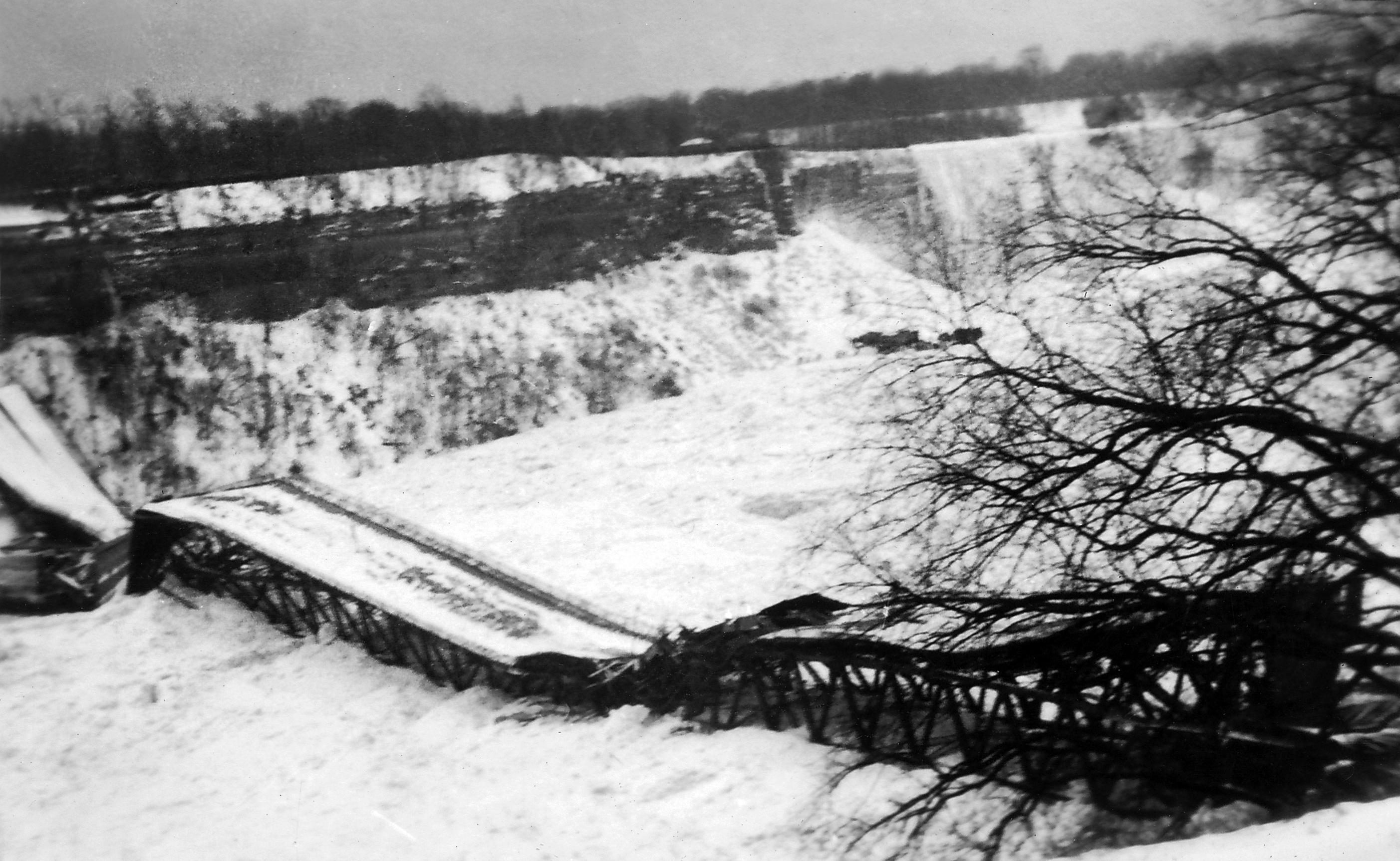
Honeymoon Bridge efter kollapsen